# アルフレート・デルプ

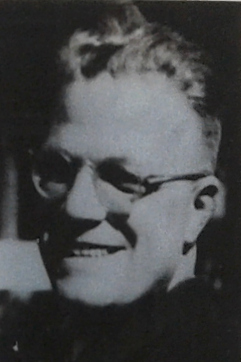
アルフレート・デルプ

アルフレート・デルプ（ドイツ語: Alfred Delp, 1907年9月15日 - 1945年2月2日）は、カトリック教会の司祭、イエズス会員。

## ヒトラー暗殺計画
1907年9月15日、ドイツのマンハイム生まれ。初め、プロテスタント神学を学んだが、後カトリックに改宗し、1926年にイエズス会士となった。 
デルプは1942年に反ナチス勢力によるクーデター後の新政権へ協力するためクライザウ・サークル(de)に加わった。1944年7月20日のヒトラー暗殺計画が失敗した後、デルプは逮捕され、人民法廷によって死刑が宣告され、1945年2月2日にベルリンのプレッツェンゼー刑務所で処刑された。